# Alessandro Borgia
Alessandro Borgia (Velletri, 1783 - Rome, 1871) was een lid uit de familie Borgia en luitenant-grootmeester van de Orde van Malta sinds 1864. Na zijn dood werd hij opgevolgd door Giovanni Battista Ceschi a Santa Croce.